# Cristian Martínez
Cristian Martínez Alejo (ur. 16 października 1989 w Escaldes-Engordany) – andorski piłkarz występujący na pozycji pomocnika lub napastnika, reprezentant Andory w latach 2009–2021.

## Kariera klubowa
Karierę na poziomie seniorskim rozpoczął w 2007 roku w barwach klubu FC Andorra, rywalizującego w lidze 1ª Territorial Catalana (VII poziom rozgrywkowy Hiszpanii). 28 stycznia 2007 zaliczył debiut w oficjalnych rozgrywkach w meczu przeciwko CF Sunyer, wygranym 1:0. W sezonie 2010/11 awansował z FC Andorra do Segona Catalana, natomiast rok później do Primera Catalana po wygraniu play off. Jego zespół pokonał wówczas 5:0 FC Palafrugell w dwumeczu, a Martínez zdobył hat tricka w spotkaniu rewanżowym.
Przed sezonem 2013/14 Martínez z powodów finansowych opuścił klub i został graczem mistrza Andory FC Lusitanos. 22 września 2013 zadebiutował w Primera Divisió w wygranym 5:0 meczu przeciwko CE Principat, w którym strzelił dwa gole. W lipcu 2013 roku zadebiutował w europejskich pucharach w spotkaniu z EB/Streymur (2:2) w kwalifikacjach Ligi Mistrzów 2013/14, w którym zdobył dwie bramki. We wrześniu 2013 roku wywalczył Superpuchar Andory po zwycięstwie w meczu finałowym 1:0 nad UE Santa Coloma, w którym strzelił zwycięskiego gola. W Pucharze Andory 2013/14 dotarł ze swoim zespołem do finału, przegranego 1:2 z UE Sant Julià.
W czerwcu 2014 roku Martínez podpisał kontrakt z FC Santa Coloma. W sezonie 2014/15 wywalczył z tym klubem mistrzostwo oraz krajowy superpuchar, po pokonaniu w finale po serii rzutów karnych UE Sant Julià. Dodatkowo z 22 zdobytymi bramkami został królem strzelców ligi oraz decyzją FAF otrzymał tytuł najlepszego andorskiego piłkarza 2015 roku. W sezonie 2015/16 jego klub obronił tytuł mistrzowski, a on sam zdobył 9 goli w 16 występach i zajął drugie miejsce w klasyfikacji najskuteczniejszych zawodników.
W maju 2016 roku powrócił do występującej w Primera Catalana FC Andorra. W sezonie 2016/17 z 17 bramkami został najlepszym strzelcem zespołu. W sezonie 2018/19 awansował z FC Andorra do Tercera División, po czym jego klub wykupił licencję CF Reus Deportiu na grę w Segunda División B.
W sierpniu 2019 roku Martínez został wypożyczony na 12 miesięcy do Inter Club d’Escaldes, z którym następnie podpisał roczną umowę. Dwukrotnie wywalczył z tym zespołem mistrzostwo kraju, a także zdobył Puchar Andory za sezon 2020. Latem 2021 roku został piłkarzem FC Santa Coloma, w której rozegrał 15 spotkań. W połowie 2022 roku przeniósł się do UE Engordany, gdzie w sezonie 2022/23 zaliczył 3 ligowe występy i spadł do Segona Divisió. Jego kolejnymi klubami były FC Ordino (2023) oraz CF Atlètic Amèrica (2023–2024), w którym zakończył swoją karierę.

## Kariera reprezentacyjna

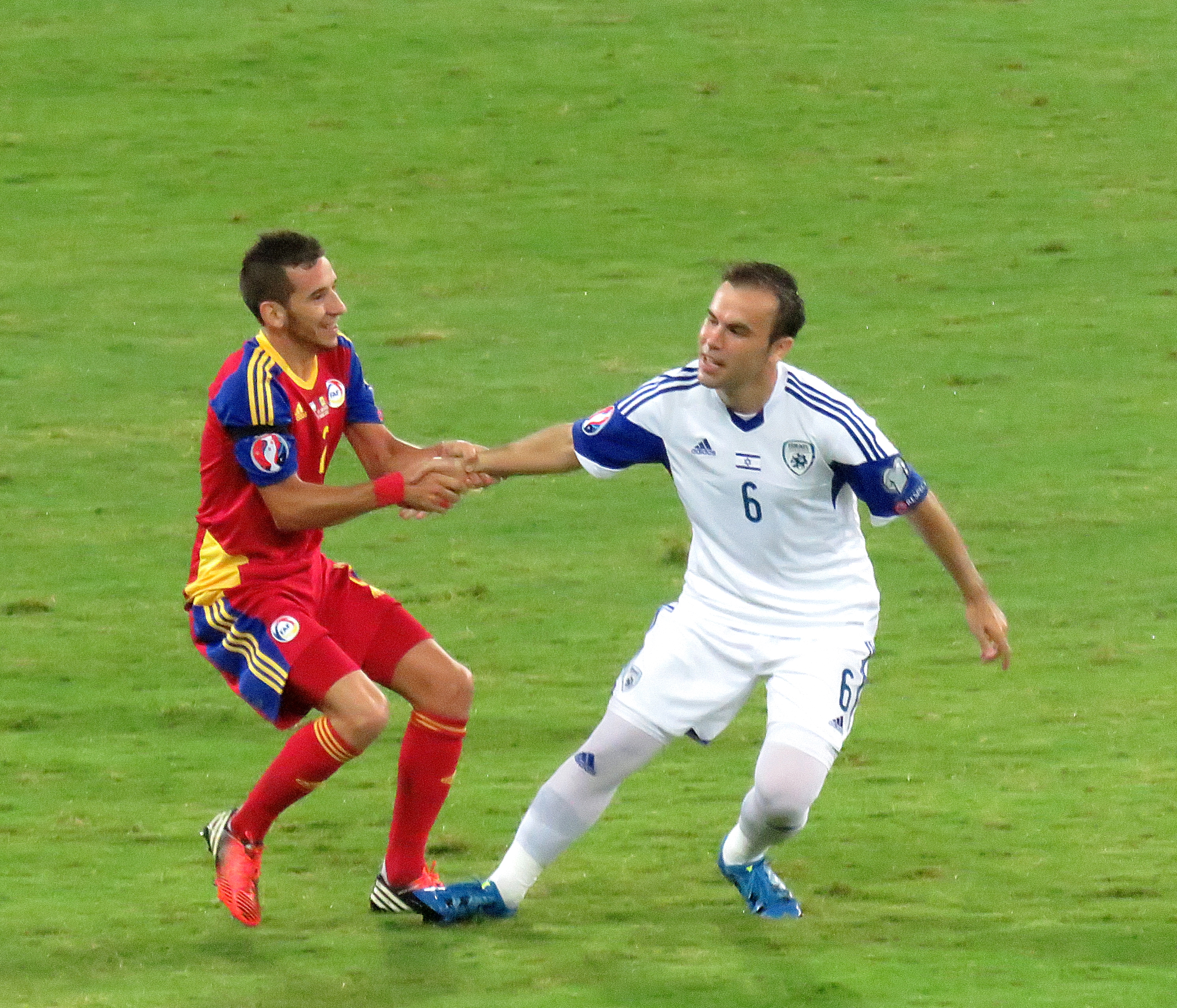
Martínez i Bibras Natcho w trakcie meczu Izrael–Andora

W latach 2005–2010 Martínez występował w młodzieżowych kadrach Andory w kategorii U-17, U-19 oraz U-21. 23 września 2005 zadebiutował w międzynarodowych rozgrywkach w przegranym 0:6 meczu przeciwko Islandii U-17 w ramach eliminacji do Mistrzostw Europy 2006.
5 września 2009 zadebiutował w seniorskiej reprezentacji Andory prowadzonej przez Davida Rodrigo w meczu z Ukrainą w Kijowie (0:5) w kwalifikacjach Mistrzostw Świata 2010. Od tego momentu stał się zawodnikiem podstawowego składu. We wrześniu 2010 roku zdobył swoją pierwszą bramkę w drużynie narodowej w spotkaniu przeciwko Irlandii w Dublinie (1:3) w ramach eliminacji Mistrzostw Europy 2012.
W lutym 2017 roku wystąpił w wygranym 2:0 towarzyskim meczu z San Marino w Serravalle, w którym strzelił gola. Spotkanie to było pierwszym zwycięstwem odniesionym przez Andorę od października 2004 roku, kiedy to pokonała 1:0 Macedonię i zarazem przełamaniem passy 86 kolejnych gier bez wygranej. 14 listopada 2019 w meczu przeciwko Albanii (2:2) jako pierwszy andorski piłkarz w historii zdobył 2 bramki w spotkaniu międzypaństwowym. Łącznie w latach 2009–2021 Martínez zaliczył w drużynie narodowej 77 występów i zdobył 5 goli. W momencie zakończenia kariery był drugim najskuteczniejszym strzelcem reprezentacji, ex aequo z Markiem Valesem.

### Bramki w reprezentacji
| Lp. | Data              | Miejsce                          | Przeciwnik | Bramka | Rezultat | Ranga meczu                       |
| --- | ----------------- | -------------------------------- | ---------- | ------ | -------- | --------------------------------- |
| 1.  | 7 września 2010   | Aviva Stadium, Dublin            | Irlandia   | 1:2    | 1:3      | Eliminacje Mistrzostw Europy 2012 |
| 2.  | 22 lutego 2017    | San Marino Stadium, Serravalle   | San Marino | 2:0    | 2:0      | Mecz towarzyski                   |
| 3.  | 15 listopada 2018 | Estadi Nacional, Andora          | Gruzja     | 1:1    | 1:1      | Liga Narodów UEFA 2018/2019       |
| 4.  | 14 listopada 2019 | Stadiumi Ruzhdi Bizhuta, Elbasan | Albania    | 1:1    | 2:2      | Eliminacje Mistrzostw Europy 2020 |
| 5.  | 14 listopada 2019 | Stadiumi Ruzhdi Bizhuta, Elbasan | Albania    | 2:1    | 2:2      | Eliminacje Mistrzostw Europy 2020 |

## Statystyki kariery

### Klubowe
| Klub                         | Sezon             | Liga                    | Liga  | Liga   | Puchar kraju | Puchar kraju | Europa | Europa | Inne  | Inne   | Razem | Razem  |
| Klub                         | Sezon             | Liga                    | Mecze | Bramki | Mecze        | Bramki       | Mecze  | Bramki | Mecze | Bramki | Mecze | Bramki |
| ---------------------------- | ----------------- | ----------------------- | ----- | ------ | ------------ | ------------ | ------ | ------ | ----- | ------ | ----- | ------ |
| FC Andorra                   | 2006/2007         | 1ª Territorial Catalana | 17    | 2      | —            | —            | —      | —      | —     | —      | 18    | 2      |
| FC Andorra                   | 2008/2009         | 1ª Territorial Catalana | 30    | 8      | —            | —            | —      | —      | —     | —      | 30    | 8      |
| FC Andorra                   | 2009/2010         | 1ª Territorial Catalana | 29    | 16     | —            | —            | —      | —      | —     | —      | 29    | 16     |
| FC Andorra                   | 2010/2011         | 1ª Territorial Catalana | 32    | 27     | —            | —            | —      | —      | —     | —      | 32    | 27     |
| FC Andorra                   | 2011/2012         | Segona Catalana         | 20    | 14     | —            | —            | —      | —      | 2     | 3      | 22    | 17     |
| FC Andorra                   | 2012/2013         | Primera Catalana        | 21    | 10     | —            | —            | —      | —      | —     | —      | 24    | 10     |
| FC Andorra                   | Ogólnie           | Ogólnie                 | 139   | 77     | 0            | 0            | 0      | 0      | 2     | 3      | 141   | 80     |
| FC Lusitanos                 | 2013/2014         | Primera Divisió         | 18    | 9      | 3            | 7            | 2      | 2      | 1     | 1      | 24    | 19     |
| FC Santa Coloma              | 2014/2015         | Primera Divisió         | 20    | 22     | 4            | 3            | 4      | 0      | 1     | 0      | 29    | 25     |
| FC Santa Coloma              | 2015/2016         | Primera Divisió         | 16    | 8      | 1            | 0            | 2      | 0      | 1     | 0      | 20    | 8      |
| FC Santa Coloma              | 2016/2017         | Primera Divisió         | —     | —      | —            | —            | 2      | 0      | —     | —      | 2     | 0      |
| FC Santa Coloma              | Ogólnie           | Ogólnie                 | 36    | 30     | 5            | 3            | 8      | 0      | 2     | 0      | 51    | 33     |
| FC Andorra                   | 2016/2017         | Primera Catalana        | 31    | 17     | —            | —            | —      | —      | —     | —      | 31    | 17     |
| FC Andorra                   | 2017/2018         | Primera Catalana        | 31    | 8      | —            | —            | —      | —      | —     | —      | 31    | 8      |
| FC Andorra                   | 2018/2019         | Primera Catalana        | 29    | 9      | —            | —            | —      | —      | —     | —      | 29    | 9      |
| FC Andorra                   | 2019/2020         | Segunda División B      | 0     | 0      | —            | —            | —      | —      | 2     | 0      | 2     | 0      |
| FC Andorra                   | Ogólnie           | Ogólnie                 | 91    | 34     | 0            | 0            | 0      | 0      | 2     | 0      | 93    | 34     |
| Inter Club d’Escaldes (wyp.) | 2019/2020         | Primera Divisió         | 19    | 4      | 2            | 0            | —      | —      | —     | —      | 21    | 4      |
| Inter Club d’Escaldes        | 2020/2021         | Primera Divisió         | 15    | 1      | 1            | 0            | 0      | 0      | 0     | 0      | 16    | 1      |
| Inter Club d’Escaldes        | Ogólnie           | Ogólnie                 | 34    | 5      | 3            | 0            | 0      | 0      | 0     | 0      | 37    | 5      |
| FC Santa Coloma              | 2021/2022         | Primera Divisió         | 15    | 0      | 2            | 0            | —      | —      | —     | —      | 17    | 0      |
| UE Engordany                 | 2022/2023         | Primera Divisió         | 3     | 0      | —            | —            | —      | —      | —     | —      | 3     | 0      |
| FC Ordino                    | 2022/2023         | Primera Divisió         | 9     | 0      | 2            | 0            | —      | —      | —     | —      | 11    | 0      |
| Ogółem w karierze            | Ogółem w karierze | Ogółem w karierze       | 345   | 155    | 15           | 10           | 10     | 2      | 7     | 4      | 377   | 171    |

### Reprezentacyjne
| Reprezentacja | Rok    | Mecze | Bramki |
| ------------- | ------ | ----- | ------ |
| Andora        | 2009   | 3     | 0      |
| Andora        | 2010   | 5     | 1      |
| Andora        | 2011   | 6     | 0      |
| Andora        | 2012   | 2     | 0      |
| Andora        | 2013   | 7     | 0      |
| Andora        | 2014   | 6     | 0      |
| Andora        | 2015   | 6     | 0      |
| Andora        | 2016   | 7     | 0      |
| Andora        | 2017   | 2     | 1      |
| Andora        | 2018   | 8     | 1      |
| Andora        | 2019   | 7     | 2      |
| Andora        | 2020   | 8     | 0      |
| Andora        | 2021   | 10    | 0      |
| Ogółem        | Ogółem | 77    | 5      |

## Sukcesy

### Zespołowe
FC Lusitanos
- Superpuchar Andory: 2013

FC Santa Coloma
- mistrzostwo Andory: 2014/15, 2015/16
- Superpuchar Andory: 2015

Inter Club d’Escaldes
- mistrzostwo Andory: 2019/2020, 2020/21
- Puchar Andory: 2020

### Indywidualne
- król strzelców Primera Divisió: 2014/15 (22 gole)
- piłkarz roku w Andorze: 2015